# Lindemans Cuvée René
Lindemans Cuvée René is een Belgisch bier van spontane gisting.
Het bier wordt sinds 1995 gebrouwen in Brouwerij Lindemans te Vlezenbeek. Dit is een zogenaamde “fondgeuze”, een niet aangezoete menging van oude en nieuwe lambiek.
Door zijn typische zuurtegraad kan het 6 jaar bewaard worden.

## Varianten
- Cuvée René, blond bier, type oude geuze met een alcoholpercentage van 5,5% (een mengsel van 3 jaar en jongere lambiek)
- Kriek Cuvée René, rood fruitbier op basis van lambiek met een alcoholpercentage van 7%